# Squaliforma villarsi
Squaliforma villarsi är en fiskart som först beskrevs av Lütken, 1874.  Squaliforma villarsi ingår i släktet Squaliforma och familjen Loricariidae. Inga underarter finns listade i Catalogue of Life.